# Phylloxiphia bicolor
Phylloxiphia bicolor är en fjärilsart som beskrevs av Rothschild 1894. Phylloxiphia bicolor ingår i släktet Phylloxiphia och familjen svärmare. Inga underarter finns listade i Catalogue of Life.